# Personaggi della serie di film The Expendables

Il cast al completo dal teaser trailer ufficiale del terzo film.

Questa voce include un elenco e una descrizione dei personaggi della serie cinematografica The Expendables.
Per quei personaggi la cui descrizione abbia una particolare estensione è presente un rimando alla voce principale corrispondente.

## The Expendables
I seguenti personaggi sono membri della banda internazionale di esperti mercenari denominati The Expendables (letteralmente I sacrificabili) in almeno uno dei film della saga.

### Barney Ross
Barney Ross (Sylvester Stallone) è un mercenario molto abile nei combattimenti, nell'uso delle armi da fuoco e dei coltelli, a capo degli Expendables. Pur essendo molto duro nella sua vita da mercenario, dimostra in molte occasioni di essere anche molto sensibile e generoso.
La sua arma distintiva è un vecchio revolver, che tiene nascosto alle sue spalle in una fondina, col quale riesce spesso a prendere di sorpresa i nemici.  
Ha una passione per i tatuaggi e per i teschi che sono raffigurati su vari oggetti di sua proprietà, ad esempio sul suo anello porta fortuna.
Barney è anche un esperto pilota di aerei.

### Lee Christmas
Lee Christmas (Jason Statham) è il migliore amico di Barney Ross. Molto abile nell'uso dei coltelli e nelle arti marziali, ha salvato in varie occasioni la vita a Barney.
Lee mette sempre in discussione le scelte di Barney ma poi lo segue sempre fedelmente anche mettendo a rischio la propria vita. 
Spesso Barney e Lee sono protagonisti di gag in cui prendono in giro l'uno i difetti dell'altro. Un tema ricorrente delle gag è la relazione di Lee con una bella e provocante ragazza di nome Lacy, che lui vorrebbe sposare, anche se sconsigliato da Barney. 

### Yin Yang
Yin Yang (Jet Li), reduce del Vietnam, che in seguito lascerà la squadra di Barney per passare a quella di Trench Mauser, è un esperto di arti marziali. Di piccola statura, è spesso in contrasto con il gigantesco Gunner.    

### Gunner Jensen
Gunner Jensen (Dolph Lundgren) è un gigantesco mercenario svedese esperto di arti marziali. Nel primo film, a causa della sua dipendenza dalla droga, entra in contrasto con Barney, che finisce quasi per ucciderlo, ma alla fine riesce a smettere di drogarsi e viene riammesso nella squadra.

### Hale Caesar
Hale Ceaser (Terry Crews) è un muscolosissimo mercenario appassionato e esperto di potenti armi da fuoco e di cucina. 

### Toll Road
Toll Road (Randy Couture) è un mercenario esperto di esplosivi. Viene spesso preso in giro dai compagni per un difetto all'orecchio, dovuto a lesioni occorse durante la sua carriera di wrestler.

### Billy The Kid
Billy The Kid (Liam Hemsworth) è un giovane tiratore scelto che si aggiunge alla squadra degli Expendables nel secondo film. Billy ha combattuto in Afghanistan, ma dopo una missione disastrosa ha lasciato l'esercito americano e si è arruolato negli Expendables solo per guadagnare abbastanza soldi per potere iniziare una nuova vita con la sua ragazza Sophie. Billy viene ucciso da Jean Vilain, ma la sua morte viene vendicata da Barney, che dona a Sophie una ingente somma di denaro.

### Doc
Doc (Wesley Snipes) è un mercenario molto abile nell'uso dei coltelli e nelle arti marziali. Si unisce agli Expendables nel terzo film, ma era stato già parte di una precedente squadra di Expendables fondata da Barney Ross e Conrad Stonebanks anni prima. 
Prima di essere un mercenario era un medico.
Spesso in competizione con Lee Christmas con cui condivide le medesime abilità. 

### John Smilee
John Smilee (Kellan Lutz) è uno dei mercenari che Barney arruola nel terzo film per catturare Conrad Stonebanks.
Prima di essere un mercenario era un soldato insofferente alla gerarchia. 

### Luna
Luna (Ronda Rousey) è uno dei mercenari che Barney arruola nel terzo film per catturare Conrad Stonebanks.
Si tratta dell'unica donna arruolata negli Expendables. 

### Thorn
Thorn (Glen Powell) è uno dei mercenari che Barney arruola nel terzo film per catturare Conrad Stonebanks.
Esperto hacker e scalatore. 

### Mars
Mars (Victor Ortiz) è un tiratore scelto dell'esercito americano che Barney arruola nel terzo film per catturare Conrad Stonebanks.

### Galgo
Galgo (Antonio Banderas) è un mercenario spagnolo dagli atteggiamenti un po' stravaganti, ma molto abile nei combattimenti, arruolato da Barney nel terzo film per catturare Conrad Stonebanks, nonostante la sua età avanzata. 
Prima di essere un mercenario era stato un militare spagnolo in missione di pace, unico sopravvissuto della sua unità. 
Parla incessantemente.

## Alleati e amici
I seguenti personaggi compaiono come alleati o amici dei membri degli Expendables in almeno uno dei film della saga.

### Trench Mauser
Trench Mauser (Arnold Schwarzenegger) è un amico e concorrente di Barney Ross, un altro mercenario a capo di una squadra avversaria di mercenari, che spesso aiuterà Barney Ross nelle sue missioni, ma che viene anche salvato a sua volta da Barney Ross nel secondo film.
Molte battute del personaggio fanno riferimento a ruoli famosi interpretati da Arnold Schwarzenegger nella sua lunga carriera cinematografica.

### Mr. Church
Mr. Church (Bruce Willis) è un agente della CIA che commissiona le missioni agli Expendables. Alla fine del secondo film combatte a fianco degli Expendables.

### Maggie Chan
Maggie Chan (Yu Nan) è una esperta di arti marziali che lavora con Mr. Church.

### Booker
Booker (Chuck Norris) è un mercenario che agisce da solo. Nel secondo film però salva gli Expendables vittima di una imboscata e li aiuta anche nella battaglia finale contro Jean Vilain. 

### Max Drummer
Max Drummer (Harrison Ford) è un agente della CIA che contatta gli Expendables al posto di Mr. Church nel terzo film. Alla fine del terzo film salva gli Expendables alla guida di un elicottero da guerra.

### Bonaparte
Bonaparte (Kelsey Grammer) è un amico di Barney Ross che aiuta Barney a reclutare nuovi mercenari nel terzo film.

### Lacy
Lacy (Charisma Carpenter) è la bella e provocante ragazza di cui Lee Christmas è innamorato nei primi due film. Nel primo film lei lo tradisce con un altro uomo e litigano, ma alla fine tornano insieme. Nel secondo film è al centro di varie gag in cui Lee è amorevolmente al telefono con Lacy e Barney Ross lo prende in giro. Lee vorrebbe sposarla, anche se fermamente sconsigliato da Barney.

### Sandra Garza
Sandra Garza (Giselle Itié) è la bella figlia del dittatore dell'isola di Vilena, della quale Barney ammira il coraggio e la determinazione e alla quale lascerà una grande quantità di denaro alla fine del primo film. 

### Tool
Tool (Mickey Rourke) è un tatuatore che procura lavori agli Expendables. 
Spesso gareggia con Lee Christmas nel lancio dei coltelli.

## Nemici
I seguenti personaggi compaiono come antagonisti degli Expendables in almeno uno dei film della saga.

### James Munroe
James Munroe (Eric Roberts) è un agente della CIA corrotto che manipola il dittatore dell'isola di Vilena, dove gestisce la produzione di cocaina. 
Viene ucciso alla fine del primo film da Barney and Lee.

### Dan Paine
Dan Paine (Steve Austin) è la gigantesca guardia del corpo di Munroe. 
Viene ucciso da Toll Road alla fine del primo film.

### Brit
Brit (Gary Daniels) è la seconda guardia del corpo di Munroe.
Viene ucciso da Yin Yang alla fine del primo film.

### Generale Garza
Generale Garza (David Zayas) è il dittatore dell'isola di Vilena, dove opprime la popolazione e gestisce, manipolato da James Munroe, la produzione di cocaina. 
Viene ucciso alla fine del primo film dallo stesso James Munroe.

### Jean Vilain
Jean Vilain (Jean-Claude Van Damme) è uno spietato trafficante di armi, esperto di arti marziali. Nel secondo film uccide Billy the Kid. Barney Ross vendicherà Billy uccidendo Jean Vilain alla fine del secondo film.

### Hector
Hector (Scott Adkins) è il braccio destro di Vilain, esperto di arti marziali.
Hector viene ucciso da Lee Christmas in un combattimento alla fine del secondo film.

### Conrad Stonebanks
Conrad Stonebanks (Mel Gibson) è un trafficante di armi senza scrupoli. Aveva fondato il gruppo degli Expendables con Barney Ross, ma, per mettere fine ai crimini compiuti da Stonebanks durante le missioni, il governo incaricò Barney di eliminarlo. Nel terzo film si incontra per caso con Barney che lo credeva morto e si scontra con gli Expendables ferendo gravemente Hale Caesar. Barney Ross lo ucciderà alla fine del terzo film.

### Goran Vata
Goran Vata (Robert Davi) è un mafioso che contratta con Conrad Stonebanks un carico di armi pesanti nascoste fra dei dipinti di grande valore in modo da farle passare indenni alla dogana.